# Christian Gotthilf Salzmann
Christian Gotthilf Salzmann (1. června 1744 Sömmerda (tehdy vévodství Sasko-Gothajsko-Altenbursko; † 31. října 1811 Schnepfenthal, dnes místní část Waltershausenu, Duryňsko) byl německý protestantský kněz, pedagog a filantrop . V roce 1784 založil osvícenskou vzdělávací instituci  Philanthropin Schnepfenthal .

## Život

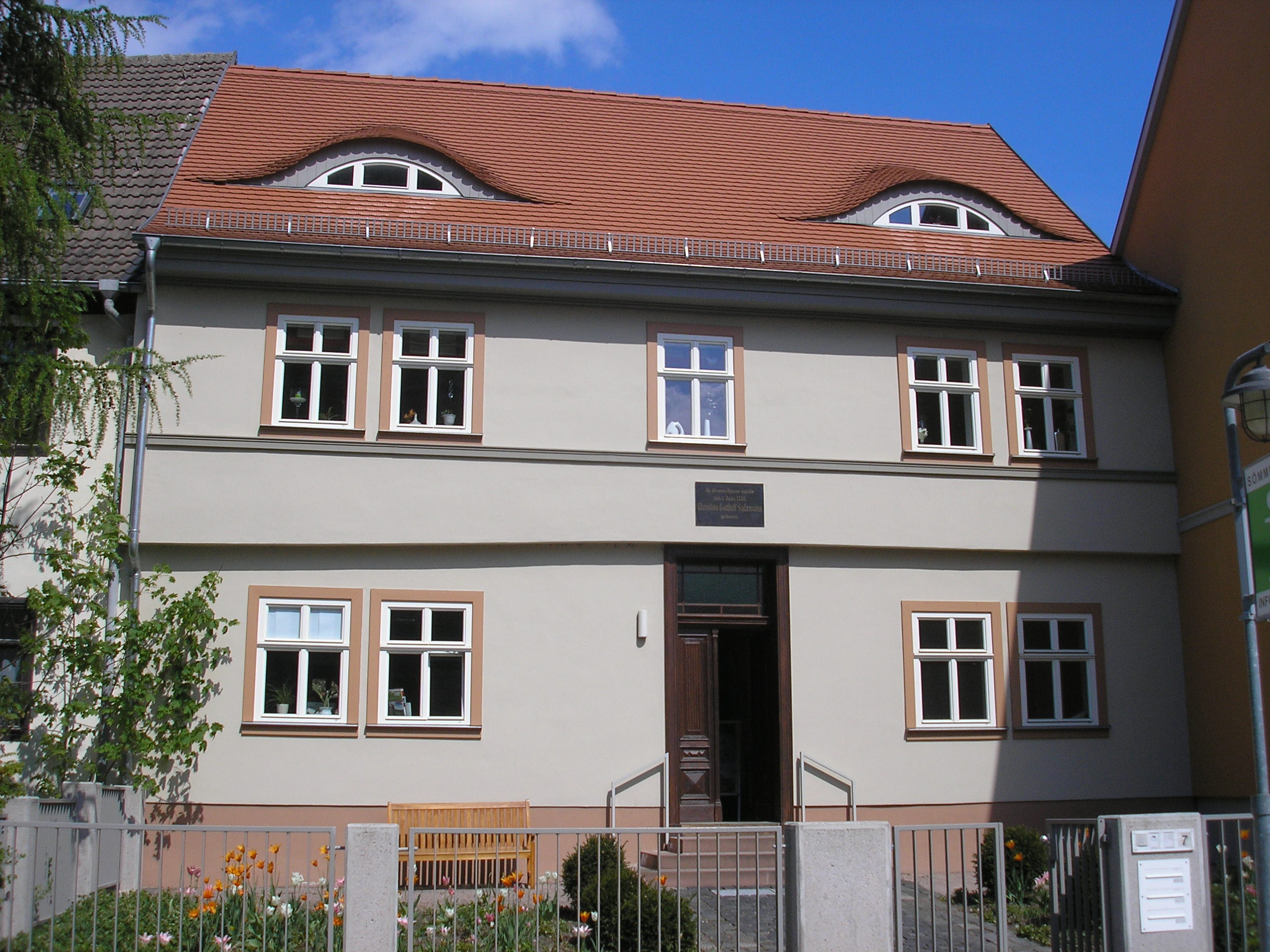
Rodný dům v Sömmerdě

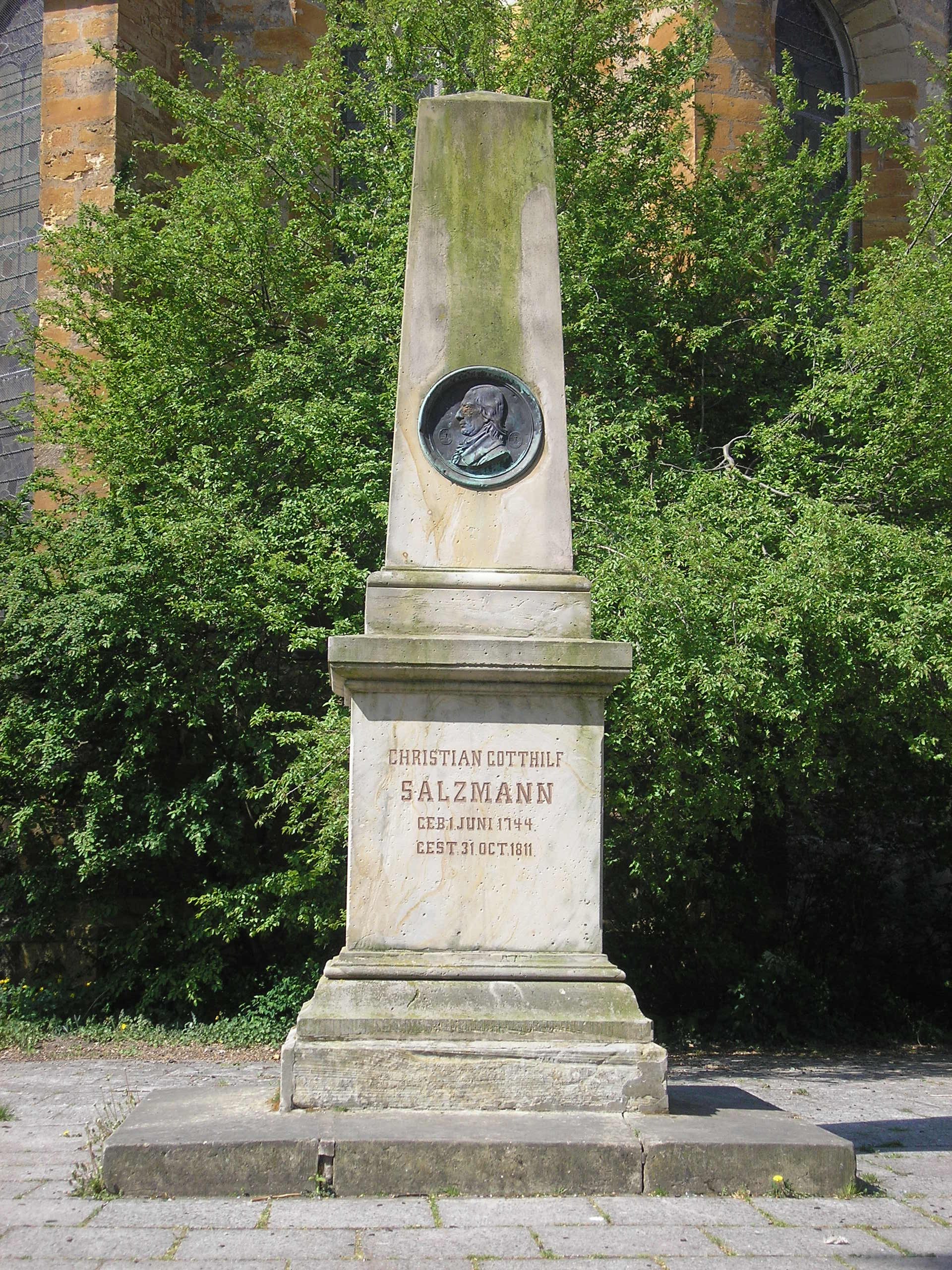
Salzmannův pomník v Sömmerdě

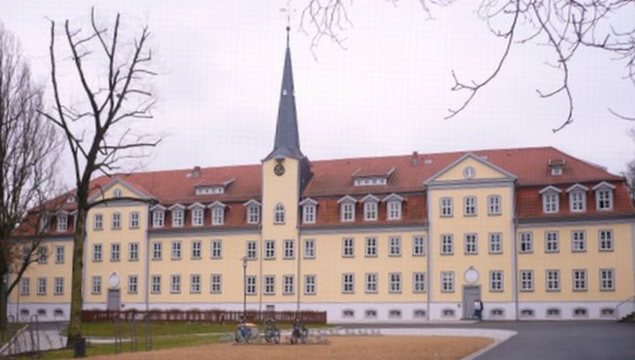
Salzmannova škola ve Waltershausenu Schnepfenthalu

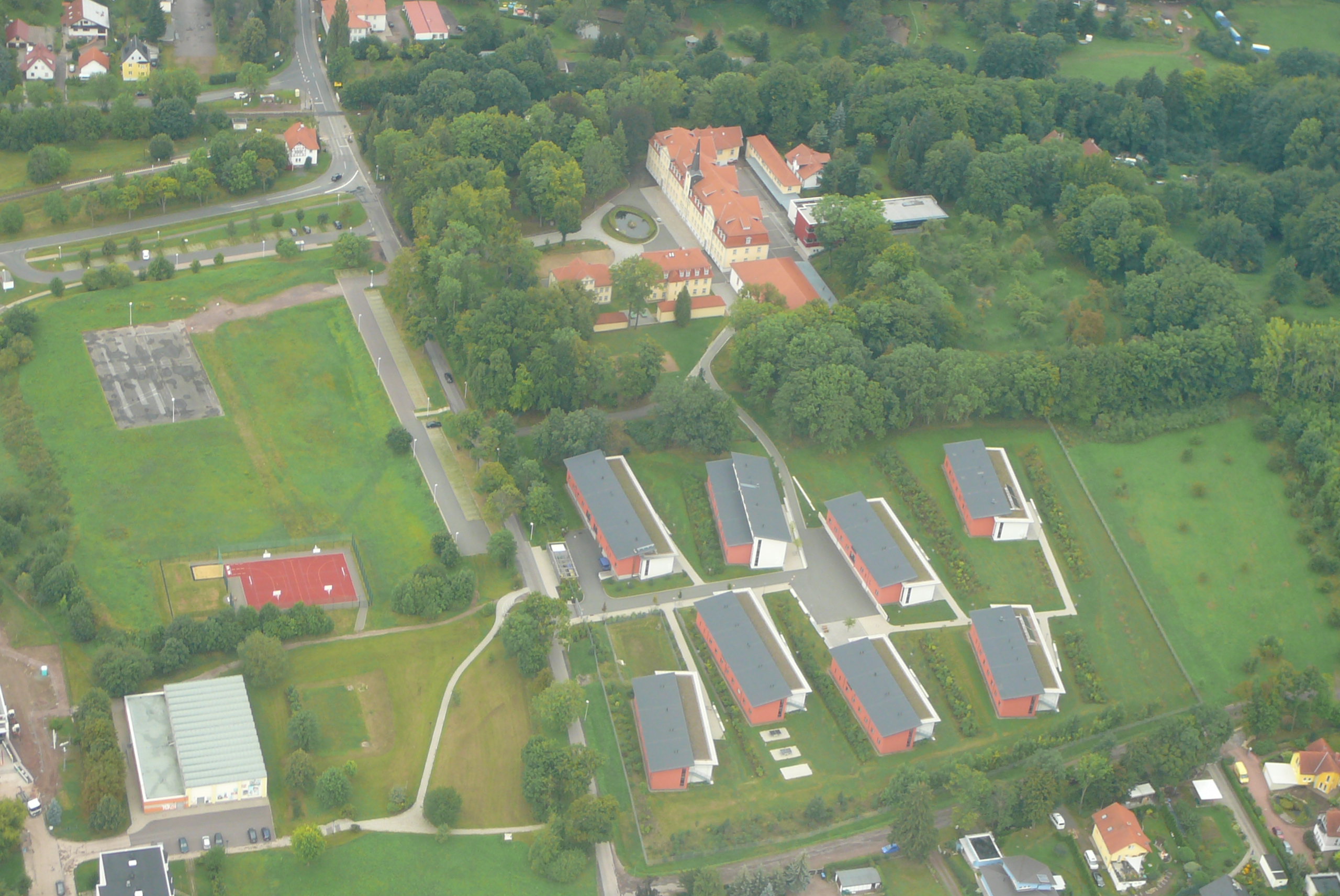
Areál školy, ubytovny žáků a žákyň a cvičiště

Salzmann byl synem pastora Johanna Christiana Salzmanna. Vystudoval teologii  na univerzitě v Jeně a v roce 1768 se stal pastorem. V letech 1781-1784 pracoval jako učitel ve společnosti Philanthropinum v Dessavě, kterou založil a ovlivnil Johann Bernhard Basedow . V roce 1784 po jeho vzoru založil vlastní stejnojmenný institut v Schnepfenthalu . Zaměstnával například Johanna Matthäuse Bechsteina . Byl členem zednářské lóže v Gothě.
Ve svých publikacích kritizoval dosavadní učební a výchovné praktiky a navrhoval nové osnovy včetně praktické výuky v přírodě, podobně jako Jean-Jacques Rousseau. Kromě náboženské výchovy v duchu tolerance všech konfesí, tělesné výchovy, zdravého životního stylu a učení cizím jazykům kladl důraz na výchovu mravní. Zabýval se i problémem genderové výuky a osvěty. V monografii O tajných hříších mládí  kritizoval například u svých žákyň užívání korzetů.
Salzmannův hrob se nachází na lesním hřbitově u Schnepfenthalu, pomník stojí v rodné Sommerdě..

### Potomci
- Vrchní lesní úředník Ernst Julius Theodor Salzmann (1792–1855) - syn, pracoval jako zeměměřič při vyměřování cest panských lesů
- Historik Traugott Märcker, vnuk.
- Christian Ludwig Lenz, klasický filolog, se v roce 1788 oženil se Salzmannovou dcerou Magdalenou.

## Následovníci
Salzmannovou následovnicí  v českých zemích byla hraběnka Marie Walburga z Truchsess-Waldburg-Zeilu‎, která své Filantropinum v menším rozsahu než Salzmann založila a vedla přímo v budově svého zámku v Kuníně .